# Sunbeam Tiger (1925)

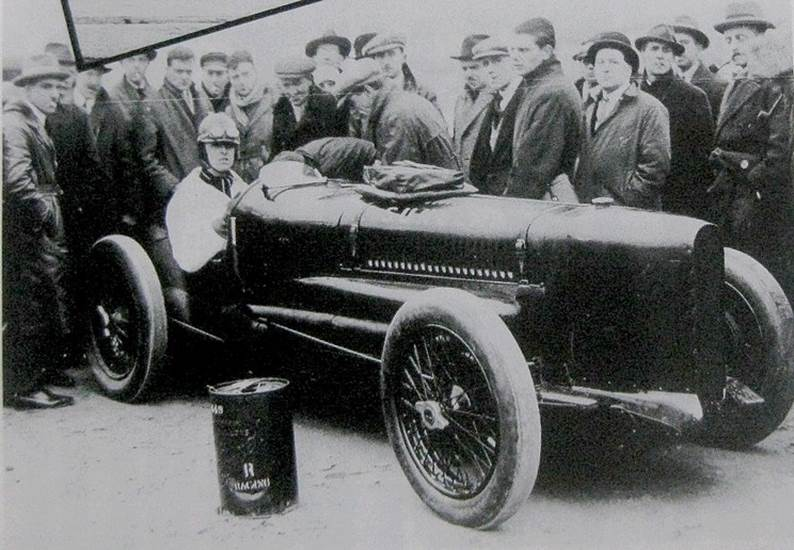
Segrave im Sunbeam Tiger (1926)

Der Sunbeam Tiger ist ein Rennwagen, der in den 1920er Jahren von Sunbeam in Wolverhampton gebaut wurde. Es war das letzte Auto, das sowohl als Landgeschwindigkeitsrekordhalter als auch als Rundstreckenrennwagen konkurrenzfähig war.

## Konstruktion und Motor
Das Fahrgestell und die Karosserie des Sunbeam waren konventionell für Rennwagen der damaligen Zeit.
Die Neuartigkeit des Wagens lag in seinem Motor. Der Grand-Prix-Motor von Sunbeam aus dem Jahr 1925 war ein erfolgreicher 2-Liter-Reihen-Sechszylindermotor mit zwei obenliegenden Nockenwellen. In diesem Wagen wurde ein Paar der gleichen Block- und Kopfanordnung verwendet, die mit einem einzigen 75°-Kurbelgehäuse zu einem 3976 cm³ großen V12-Motor verbunden wurden. Die Aufladung brachte die Leistung auf 306 PS (228 kW).

## Landgeschwindigkeitsrekorde
Henry Segrave war so erpicht darauf, das neue Auto und den neuen Motor zu testen, dass er es im September 1925, noch unlackiert, nach Brooklands brachte. Es wurde eine Geschwindigkeit von 145 mph (233 km/h) auf der halben Meile gemessen. Kleinere Arbeiten, darunter die heute noch auffällige leuchtend rote Lackierung, wurden über den Winter durchgeführt.
Im Frühjahr 1926 war Segrave auf dem breiten, flachen Strand von Southport zu sehen. Am 16. März 1926 stellte er mit dem leuchtend roten Auto, das nun den Namen Ladybird trug, mit 152,33 mph (245,15 km/h) einen neuen Landgeschwindigkeitsrekord auf. Der Sunbeam war das Auto mit dem kleinsten Hubraum und Verbrennungsmotor, das jemals einen Landgeschwindigkeitsrekord aufstellte.

## Rennsport
Nach dem Landgeschwindigkeitsrekord kehrte der Wagen zu Grand-Prix-Rennen in Brooklands, Boulogne und San Sebastián zurück.
Zum Zeitpunkt des Landgeschwindigkeitsrekordversuchs war der Wagen mit einer schmalen Einlassverkleidung über dem Kühler ausgestattet, ähnlich der des Sunbeam 350HP. Für die Rennen wurde ein flacher, offener Kühlergrill verwendet. Die schmale Verkleidung ist in der Konservierung wieder aufgetaucht.

## Heute
Der Sunbeam Tiger wird heute in Utah aufbewahrt, restauriert mit der stromlinienförmigen Kühlerverkleidung, die für die Rekordjagd verwendet wurde. Seit 2006 wird der Motor angeblich wieder aufgebaut, nachdem er bei Oldtimer-Rennen einen Fremdkörperschaden erlitten hatte, daher die statische Ausstellung im LSR-Trimm.
Im Jahr 1990 unternahm der inzwischen 65 Jahre alte Tiger erneut einen Rekordversuch, diesmal in RAF Elvington, und übertraf ihn mit 159 mph (256 km/h).